# Sede titolare di Glastonia
Glastonia (in latino: Glastoniensis) è una sede titolare della Chiesa cattolica.

## Storia
Glastonia fa riferimento alla città di Glastonbury e alla sua abbazia, luogo dove, per un breve periodo (circa 1197-1220), posero la loro residenza i vescovi di Bath.
Dal 1969 Glastonia è annoverata tra le sedi vescovili titolari della Chiesa cattolica; la sede è vacante dal 13 settembre 2024.

## Cronotassi dei vescovi titolari
- Thomas Joseph Toolen † (29 settembre 1969 - 4 dicembre 1976 deceduto)
- Kevin O'Connor † (28 maggio 1979 - 5 maggio 1993 deceduto)
- Peter Stephan Zurbriggen † (13 novembre 1993 - 28 agosto 2022 deceduto)
- Philip Robert Moger (28 novembre 2022 - 13 settembre 2024 nominato vescovo di Plymouth)